# 15 Lyncis
15Lyncis, som är stjärnans Flamsteed-beteckning, är en dubbelstjärna i den norra delen av stjärnbilden Lodjuret. Den har en genomsnittlig kombinerad skenbar magnitud på ca 4,35 och är svagt synlig för blotta ögat där ljusföroreningar ej förekommer. Baserat på parallaxmätning inom Hipparcosuppdraget på ca 18,3 mas, beräknas den befinna sig på ett avstånd på ca 178 ljusår (ca 55 parsek) från solen. Den rör sig bort från solen med en heliocentrisk radialhastighet av ca 2 km/s.

## Egenskaper
Primärstjärnan 15 Lyncis A är en gul till vit jättestjärna av spektralklass G8 III, som har förbrukat förrådet av väte i dess kärna och expanderat bort från huvudserien. Den har en radie som är ca 8 solradier och utsänder ca 40 gånger mera energi än solen från dess fotosfär vid en effektiv temperatur på ca 5 200 K.
15 Lyncis består av en gul och en gulvit stjärna med de visuella magnituderna +4,7 och 5,8 som är åtskilda med 0,9 bågsekunder. De två stjärnorna kretsar runt varandra med en omloppsperiod av 262 år och en  excentricitet av 0,74.